# Каляри (провинция)
Вижте пояснителната страница за други значения на Каляри.
Каляри (на италиански: Provincia di Cagliari) е провинция в Италия, разположена в южната част на Сардиния.
Площта ѝ е 4570 km², а населението – около 543 000 души (2001). Провинцията включва 71 общини, административен център е град Каляри.

## Административно деление
Провинцията се състои от 71 общини:
- Каляри
- Армунджа
- Асемини
- Балао
- Барали
- Бурчей
- Валермоза
- Вила Сан Пиетро
- Виланова Туло
- Вилапуцу
- Виласалто
- Виласимиус
- Виласор
- Виласпечоза
- Гони
- Гуамаджоре
- Гуазила
- Дечимоману
- Дечимопуцу
- Джерджеи
- Джезико
- Долианова
- Домус де Мария
- Донори
- Елмас
- Ескалаплано
- Есколка
- Естерцили
- Изили
- Капотера
- Кастиадас
- Куарту Сант'Елена
- Куартучу
- Мандас
- Маракалагонис
- Монастир
- Монсерато
- Муравера
- Нурагус
- Нуралао
- Нураминис
- Нури
- Ороли
- Ортачезус
- Пиментел
- Пула
- Садали
- Самацай
- Сан Базилио
- Сан Вито
- Сан Николо Джерей
- Сан Сперате
- Сант'Андреа Фриус
- Сарок
- Селарджус
- Селегас
- Сенорби
- Сердиана
- Сери
- Сесту
- Сетимо Сан Пиетро
- Сеуло
- Силикуа
- Силиус
- Синай
- Сиургус Донигала
- Солеминис
- Суели
- Теулада
- Усана
- Ута